# Diana (Rybník nad Radbuzou)
Diana (tschechisch auch: Dianin Dvůr, deutsch: Dianahof) ist eine Wüstung auf dem Gebiet von Rybník nad Radbuzou im Okres Domažlice in Tschechien.

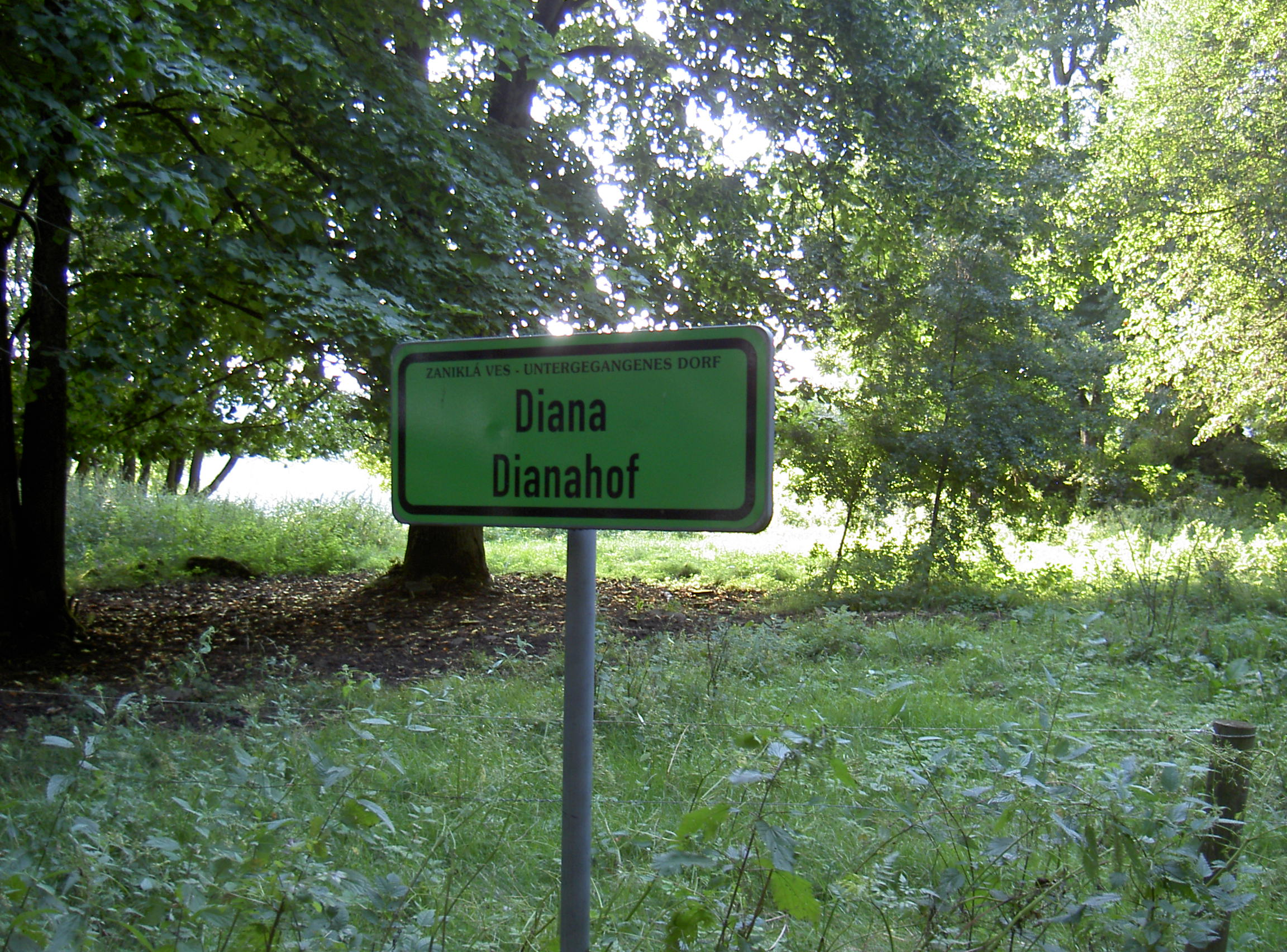
Diana (Rybník nad Radbuzou)

Nicht verwechselt werden darf das Diana-Jagdschloss (deutsch: Dianaberg), Teil der Gemeinde Rozvadov (Kreis Tachau), mit dem gleichnamigen, 21 Kilometer weiter südlich gelegenen, Diana-Jagdschloss (deutsch: Dianahof), Teil der Gemeinde Rybník nad Radbuzou (Kreis Domažlice).
Beide Jagdschlösser werden tschechisch nach der Göttin der Jagd mit Diana bezeichnet, nur die deutsche Bezeichnung unterscheidet sich.
Beide Jagdschlösser liegen nahe der deutsch-tschechischen Grenze und sind nur 21 Kilometer voneinander entfernt.
Während das Diana-Jagdschloss bei Rozvadov ein prächtiges Gebäude in einem bewohnten kleinen Dorf ist, sind von dem Diana-Jagdschloss bei Rybník nad Radbuzou nur einige zerfallene Mauerreste erhalten, die sich inmitten einer völlig unbewohnten Gegend befinden.
Beide Objekte stehen unter tschechischem Denkmalschutz:
- Diana bei Rozvadov mit der Denkmal-Nummer (číslo rejstříku) ÚSKP: 41888/4-1887[1]
- Diana bei Rybník nad Radbuzou mit der Denkmal-Nummer (číslo rejstříku) ÚSKP: 29252/4-5179[2]

## Geographische Lage
Südlich des Reichensteins, ungefähr 400 Meter südöstlich von Bayrisch-Schwarzach und dem untergegangenen Böhmisch-Schwarzach, am Osthang oberhalb der Bayerischen Schwarzach (tschechisch: Černý potok) befinden sich in einem Gebüsch die Ruinen des ehemaligen Jagdschlosses Dianahof und die Grundmauern der umgebenden Gebäude.
Man kann vom Grenzübergang Schwarzach zu Fuß oder mit dem Fahrrad dorthin gelangen.
Für normale PKWs ist die dorthin führende Straße eher ungeeignet.

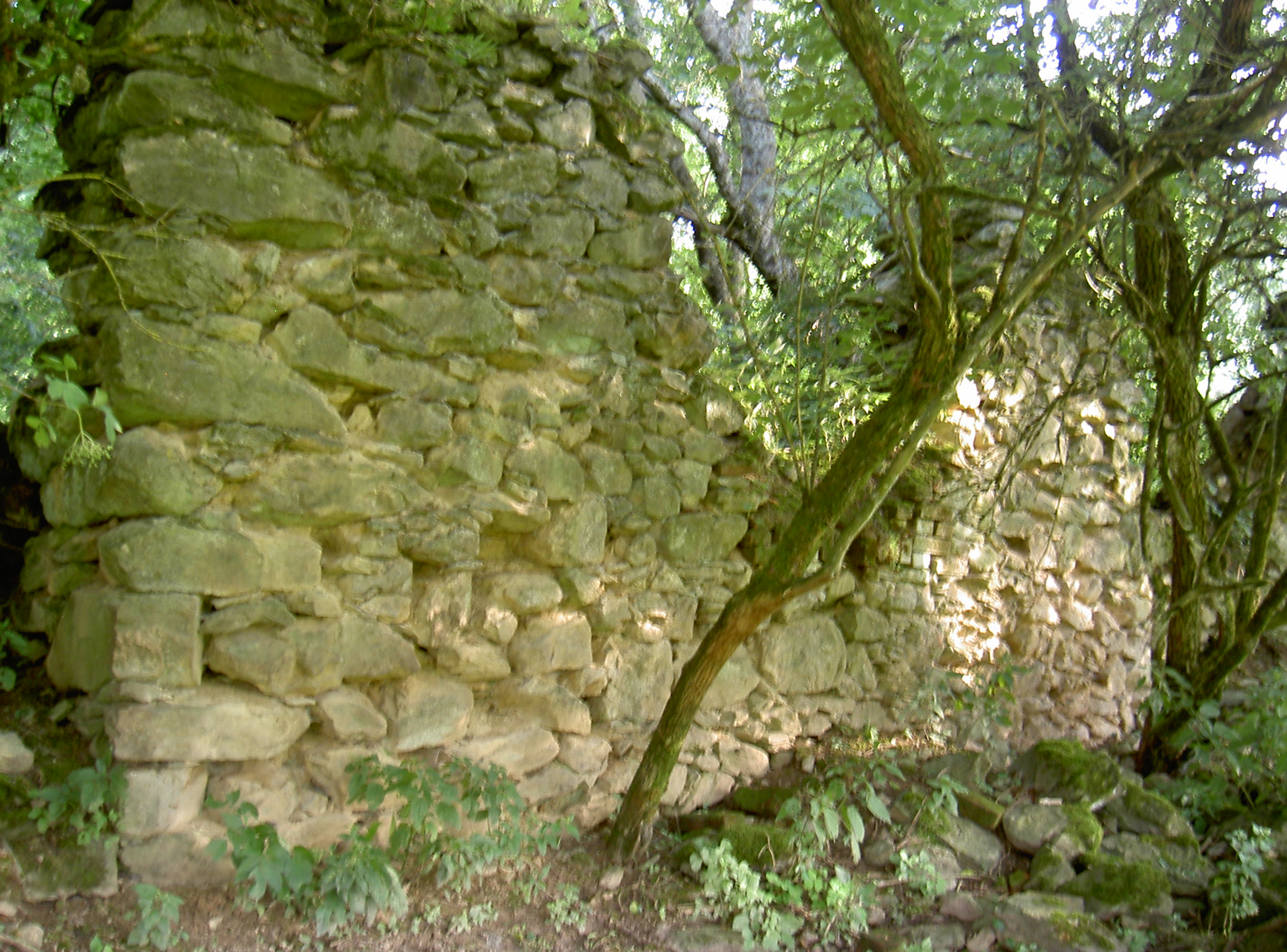
Mauerreste des ehemaligen Jagdschlosses Dianin Dvůr in der Gemeinde Rybník nad Radbuzou

## Geschichte
1812 brannte das in Dianahof befindliche Meierhofgebäude ab.
1819 wurde an seiner Stelle ein Jagdschlösschen im Biedermeierstil erbaut.
Es besaß nur sieben Zimmer, alle im Biedermeierstil eingerichtet.
1825 ließ Freiherr Christoph von Wiedersperg neben dem Jagdschloss eine dem heiligen Christoph geweihte Kapelle errichten.
1860 erhielt die Kapelle die Messlizenz.
Von Dianahof bis hin nach Rybník zog sich ein 500 Hektar großer Tiergarten mit Hochwild, Damwild, Rehwild, Mufflons, Füchsen, Dachsen und kleinerem Raubwild.
Außer dem Jagdschloss und der Kapelle gab es in Dianahof auch eine Schule, in die auch die Kinder aus Böhmisch-Schwarzach gingen. Dianahof gehörte zum Ortsteil Unterhütten der Gemeinde Waier. Die letzten Besitzer von Dianahof war die Familie Coudenhove-Kalergi.
Während der Zeit des Eisernen Vorhangs war im Dianahof bis in die 1960er Jahre eine Einheit der Pohraniční stráž, der Grenzwache der Tschechoslowakei, stationiert.
Heute (2014) sind nur noch wenige verfallene Mauerreste und Grundmauern übrig.